# 野草果
野草果（学名：Amomum koenigii）为姜科豆蔻属下的一个种。

## 扩展阅读
維基物種上的相關：野草果